# Nil Yalter
Nil Yalter (Il Cairo, 15 gennaio 1938) è un'artista turca naturalizzata francese.

## Biografia
Nil Yalter è nata a Il Cairo da genitori turchi. Quando Nil aveva quattro anni la sua famiglia si è trasferita a Istanbul, dove ha frequentato il Robert College. Negli anni di studio presso il Robert College si è interessata di pittura, teatro, danza e pantomimo.
Dal 1956 al 1958 ha viaggiato in Iran, Pakistan e India e ha presentato i suoi primi dipinti presso l'Institut français di Bombay nel 1957.
Nel 1963 ha partecipato alla 3ª Biennale di Parigi con dipinti che rientravano nell'astrattismo geometrico ispirati a Serge Poliakoff.
Tra il 1963 e il 1964 ha lavorato come scenografa e costumista per compagnie teatrali di Istanbul.
Nel 1965 Nil Yalter si è trasferita a Parigi, partecipando alla controcultura francese e ai movimenti femministi (Femmes/Art e Femmes en lutte) che
insistevano sul riconoscimento delle donne in un mondo dell'arte sessista.
Nel 1973 Yalter ha creato l'installazione Topak Ev, una tenda di feltro a grandezza naturale ispirata alle tradizioni dei popoli nomadi turchi, presentata al Musée d'art moderne de la Ville de Paris. La mostra comprendeva pannelli che raccoglievano disegni, collage, fotografie e descrizioni scritte a mano sulla struttura e le dimensioni delle tende nomadi, sui materiali utilizzati nella loro realizzazione ed elementi decorativi, con l'obiettivo di stimolare la riflessione sugli spazi privati, pubblici e femminili.
Nel 1973 ha iniziato a utilizzare una Portapak, la prima telecamera portatile della Sony, e con quella ha fatto le prime riprese e filmato i bambini che entravano e uscivano dalla tenda, realizzando un documentario.
Nel 1973 ha pure presentato D'Après "Stimmung", dopo avere ascoltato la composizione Stimmung di Karlheinz Stockhausen, caratterizzata dagli ipertoni della voce umana. Nel suo assemblaggio in sette parti la Yalter visualizza i nomi degli dei invocati dai cantanti, dall'indù Visnù all'azteco Huehueteotl a Gesù Cristo. L'impostazione documentaristica potrebbe esprimere una presa di distanza: l'esperienza divina non può più essere trasmessa a un pubblico occidentale, è possibile solo documentare il tentativo e il suo fallimento.
Nel 1974 ha realizzato il video The Headless Woman (The Belly Dance), che si distingue nella storia dell'arte contemporanea come uno dei primi classici dell'arte femminista. Il video inquadra la pancia dell'artista mentre scrive un testo intorno al suo ombelico. Il testo è un estratto da Erotique et civilizations (1972) di René Nelli e afferma che «la sessualità di una donna è sia concava che convessa», sottolineando le potenzialità orgasmiche vaginali e clitoridee delle donne. Yalter poi "attiva" il testo con la danza del ventre: le rotazioni del suo ventre animano le lettere. L'opera è emblematica di alcuni gesti formali e strategie critiche che Yalter svilupperà negli anni a venire: creando un'inversione dello sguardo maschile oggettivando il proprio corpo attraverso la telecamera, Yalter fa riferimento alla liberazione sessuale delle donne dal controllo patriarcale, mentre allo stesso tempo tempo commenta l'erotizzazione orientalista delle donne mediorientali nell'arte occidentale.
Nel corso degli anni settanta e ottanta Yalter ha realizzato una serie di opere che combinano il suo interesse per le questioni di genere e il femminismo con un'attenzione alle comunità emarginate come i lavoratori migranti in Europa e gli ex carcerati.
Una videoinstallazione realizzata nel 1974 in collaborazione con Judy Blum e Nicole Croizet, La Roquette, Prison de Femmes, ricostruisce le condizioni di vita nel carcere femminile La Roquette di Parigi con un video e una serie di fotografie e disegni basati sui ricordi dell'ex detenuta Mimi legati a rituali e oggetti quotidiani che descrivono l'esperienza di uno spazio panottico.
L'installazione multimedia Temporary Dwellings, composta di video e pannelli, presentata per la prima volta nel 1974, indaga le condizioni di vita e le esperienze dei lavoratori migranti raccontate dalle donne.
Nel 1977, alla 10ª Biennale di Parigi, ha presentato Turkish Immigrants: fotografie e disegni di giovani donne che vivono in caravan nelle periferie, illustrando così le condizioni di vita dei lavoratori turchi a Parigi.
L'idea è poi stata sviluppata in C'est un dur métier que l'exil (L'esilio è un mestiere difficile), presentata nel 1983 al Centro Georges Pompidou di Parigi: installazione mista composta da quattro monitor e sei pannelli grafici e fotografici. Il titolo è la traduzione di Şu gurbetlik zor zanaat zor del poeta turco Nazım Hikmet, morto in esilio.
Dal 2012 ha ripreso il concetto esponendo manifesti con fotografie e disegni in bianco e nero e la frase, scritta con la vernice rossa a lettere maiuscole, nelle varie lingue: El exilio es un duro trabajo, Galleria Visor di Valencia, 2012; Exile is a hard job, Mumbai, 2013; Exil ist harte Arbeit, Galleria Hubert Winter di Vienna, 2014; C'est un dur métier que l'exil, FRAC Lorraine di Metz, 2016; galleria Arter di Istanbul, 2016; Centro d'arte contemporanea WIELS di Bruxelles, 2017; Museo Ludwig di Colonia, 2019.
Nel 1978 ha allestito una performance che metteva in scena la vita quotidiana in un harem utilizzando alcuni mobili e utensili come parte di A Day of Actions, tenutasi nello studio di Françoise Janicot, nell'ambito del collettivo Femmes/Art. Il video di quel giorno è stato ritrovato nel 2011, quando la storica dell'arte Fabienne Dumont stava lavorando a un libro su Nil Yalter, video che è stato digitalizzato dalla Biblioteca nazionale di Francia ed è uno dei pochi video del movimento artistico femminista francese degli anni settanta.
Nel 1979 ha presentato Rahime, Kurdish Woman from Turkey, video intervista della curda Rahime, originaria di Diyarbakır, emigrata a Istanbul per servire le ricche famiglie turche. L'installazione si compone di un video, di disegni e fotografie, dalle quali pendono degli stracci insanguinati, metafora delle difficoltà di vita di Rahime.
Dal 1980 al 1995 è stata professore associato dell'Università Pantheon-Sorbona (UFR 04), dove ha insegnato «video arte e installazioni».
Negli anni novanta, con l'avvento delle tecnologie digitali, Nil Yalter ha sviluppato le sue pratiche video utilizzando tecniche di animazione 3D e montaggio elettronico del suono. Moltiplicando l'immagine e la sua superficie attraverso forme geometriche, questo uso di tecniche digitali opera interruzioni all'interno dell'immagine e apre uno spazio per l'intertestualità nelle sue opere video. Il più emblematico di questo processo è Pixellismus (1996), una serie di 24 dipinti con un video che in origine era un CD-ROM interattivo. L'opera è un'indagine sul rapporto tra mosaici bizantini della chiesa di San Salvatore in Chora e pixel, ispirata agli scritti di Malevič sul modernismo.
Nel 2007 è tra le 120 artiste che hanno partecipato alla mostra WACK! Art and the Feminist Revolution, organizzata da Cornelia Butler al Museum of Contemporary Art di Los Angeles, poi itinerante nei due anni successivi.
La Yalter si è occupata anche di sciamanesimo, realizzando due video, Lord Byron Meets the Shaman Woman (2009) e un video inedito del 1979, Shaman. In quest'opera utilizza maschere da sciamano provenienti dal Musée de l'Homme, museo etnografico di Parigi, e riflette la resistenza della Yalter all'appropriazione da parte dei musei occidentali.
Nel 2009 con Lapidation ha realizzato un video sul tema della lapidazione, nel quale l'artista inserisce immagini di se stessa, di spalle, pietra in mano, altre create al computer, altre rielaborate dopo essere state estratte da un video trovato su internet, che mostra l'uccisione a Baghdad di una ragazza sciita giudicata colpevole di amare un ragazzo sunnita.
Nel 2015 è stata presentata la retrospettiva Nil Yalter 1973/2015 presso La Verrière di Bruxelles; nel 2016 Off The Record presso la galleria Arter di Istanbul e Nil Yalter presso il Frac Lorraine di Metz.
Nel 2018 ha realizzato la video installazione Niqab Blues, nel quale ha ripreso video trovati su internet nei quali donne musulmane si filmano a vicenda mentre indossano il niqab. Nel 2019 ha riproposto lo stesso concetto al Musée d'art contemporain du Val-de-Marne (MAC/VAL) nella versione di scultura in tessuto.
Il 3 novembre 2023 il Consiglio di amministrazione della Biennale di Venezia ha deciso i Leoni d'oro alla carriera della LX Esposizione internazionale d'arte assegnandoli a Nil Yalter e all'artista brasiliana Anna Maria Maiolino.
La cerimonia di premiazione si è tenuta sabato 20 aprile 2024 a Ca' Giustinian, sede della Biennale.

## Riconoscimenti
- 2018 – Premio AWARE (Archives of Women Artists, Research and Exhibitions) alla carriera, ex aequo con Vera Molnár[34]